# Kaakmann (Tønder)

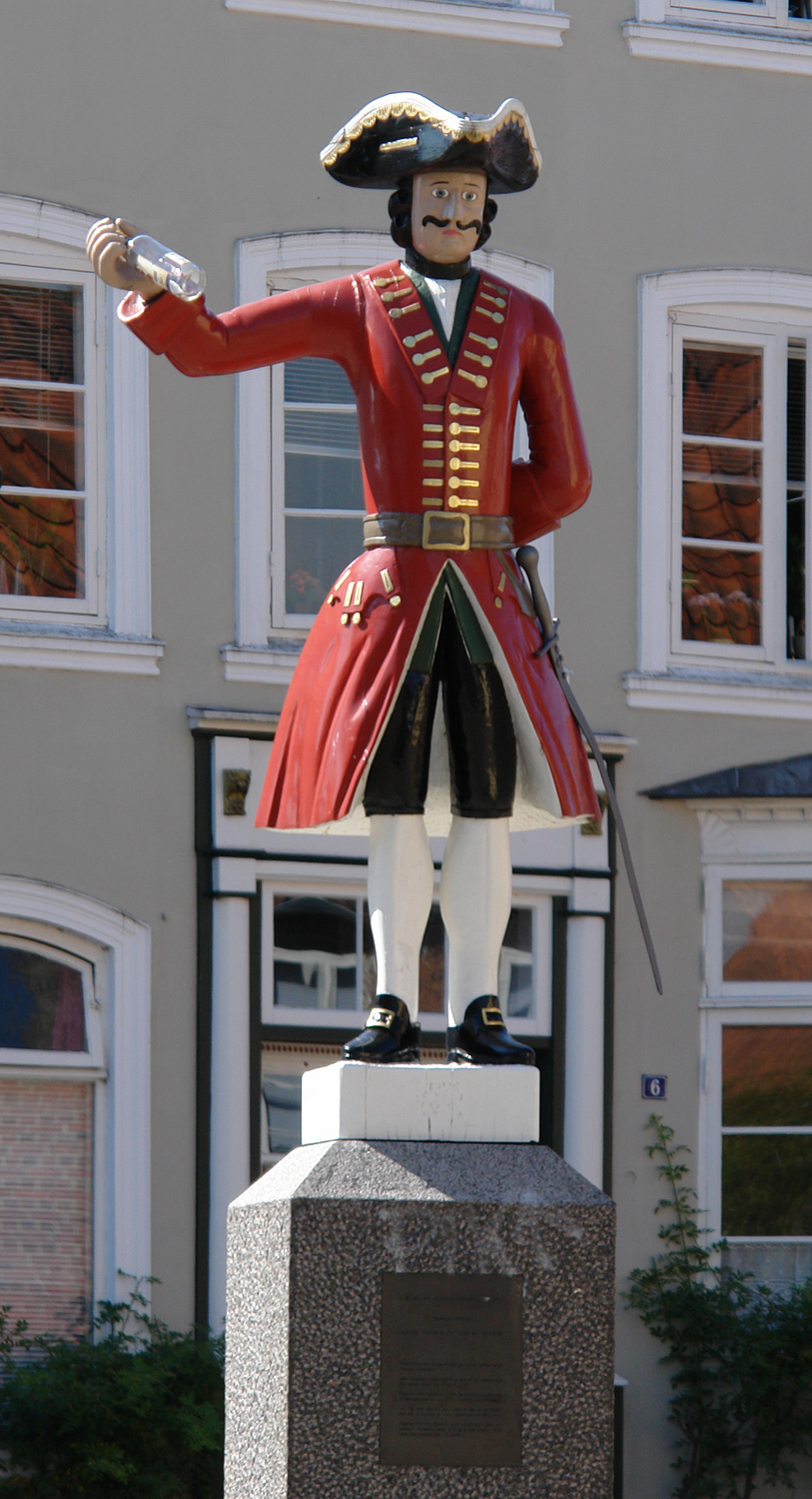
Kaakmann am Marktplatz von Tønder

Der Kaakmann (dänisch: Kagmand, kagstryger) ist die hölzerne Figur eines Büttels – landläufig Kaakmann genannt – auf dem Marktplatz der dänischen Kleinstadt Tønder (deutsch: Tondern). Da sich das von 1699 stammende Original heute im Stadtmuseum von Tønder befindet, steht auf dem Marktplatz nur eine maßstabsgetreue Replik. Bis ins 19. Jahrhundert hinein diente die Stätte als Schandpfahl (Pranger).

## Geschichte und Bedeutung
Prangerfiguren gab es in Jütland und Nordfriesland spätestens ab dem Mittelalter. Auch in Tønder sind Prangerfiguren seit dem Mittelalter belegt.
Am Standort des Kaakmanns wurden Delinquenten angeprangert oder in schwerwiegenden Fällen sogar ausgepeitscht, bevor sie aus der Stadt gejagt wurden. Dabei wurde oft selbst in geringfügigen Fällen die Strafe des Auspeitschens gewählt: So wird berichtet, dass in Tønder eine junge Frau, die 1865 einen kleinen Diebstahl begangen hatte, öffentlich ausgepeitscht wurde und danach die Stadt verlassen musste.
Die rezente Prangerfigur wurde im Jahre 1699 aufgestellt. Sie ist die einzige noch erhaltene Statue ihrer Art in Dänemark und gilt als ein beeindruckendes Zeugnis der historischen Rechtsauffassung. Um den schweren Eichenstamm, aus dem die Statue gefertigt wurde, zum Holzschnitzer zu transportieren, waren acht Männer und sechs Pferde nötig. Dabei schnitzte er einen idealisierten herzoglichen Profos.
Das Original steht inzwischen im Stadtmuseum von Tønder. Die am Marktplatz befindliche Replik wurde 1993 anlässlich des 750-jährigen Jubiläum der Stadt Tønder als Geschenk zum Fest aufgestellt.

## Sonstiges
Eine weitere erhaltene Kaakmann-Statue steht auf dem Südermarkt in Flensburg.
Rundum den Kaakmann findet von Anfang November bis Weihnachten ein Weihnachtsmarkt statt. In unmittelbarer Nähe befindet sich zudem das Kaufhaus Det Gamle Apothek, das sich – wie der Name vermuten lässt – in einer alten Apotheke befindet und vor allem für seine Weihnachtsdekorationsartikel bekannt ist.